# Cormoranche-sur-Saône
Cormoranche-sur-Saône ist eine französische Gemeinde mit 1.165 Einwohnern (Stand: 1. Januar 2022) im Département Ain in der Region Auvergne-Rhône-Alpes; sie gehört zum Arrondissement Bourg-en-Bresse und zum Kanton Vonnas. Die Einwohner werden Cormoranchois genannt.

## Geographie
Cormoranche-sur-Saône liegt im Südwesten der Landschaft Bresse etwa sieben Kilometer südlich von Mâcon und etwa 30 Kilometer westnordwestlich von Bourg-en-Bresse an der Saône. Umgeben wird Cormoranche-sur-Saône von den Nachbargemeinden Grièges im Norden, Cruzilles-lès-Mépillat im Osten und Südosten, Bey und Garnerans im Süden, Crêches-sur-Saône im Westen sowie Varennes-lès-Mâcon im Nordwesten.

## Bevölkerungsentwicklung
| Jahr                       | 1962 | 1968 | 1975 | 1982 | 1990 | 1999 | 2011 | 2021 |
| Einwohner                  | 670  | 668  | 752  | 831  | 780  | 904  | 1064 | 1162 |
| Quellen: Cassini und INSEE |      |      |      |      |      |      |      |      |

## Sehenswürdigkeiten
- Kirche Saint-Didier aus dem 11. Jahrhundert
- Reste des Schlosses Montportail aus dem 17. Jahrhundert

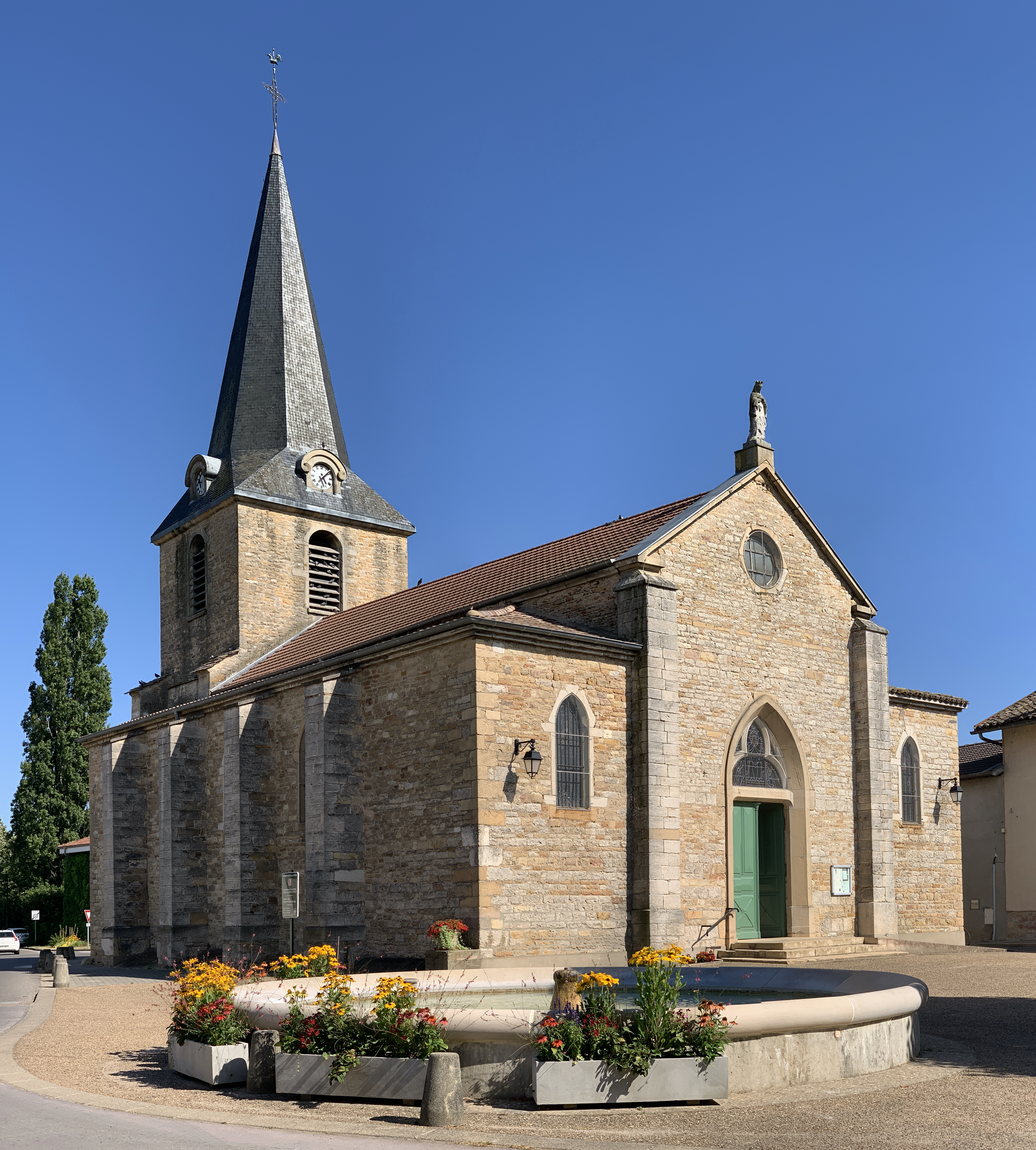
Kirche Saint-Didier
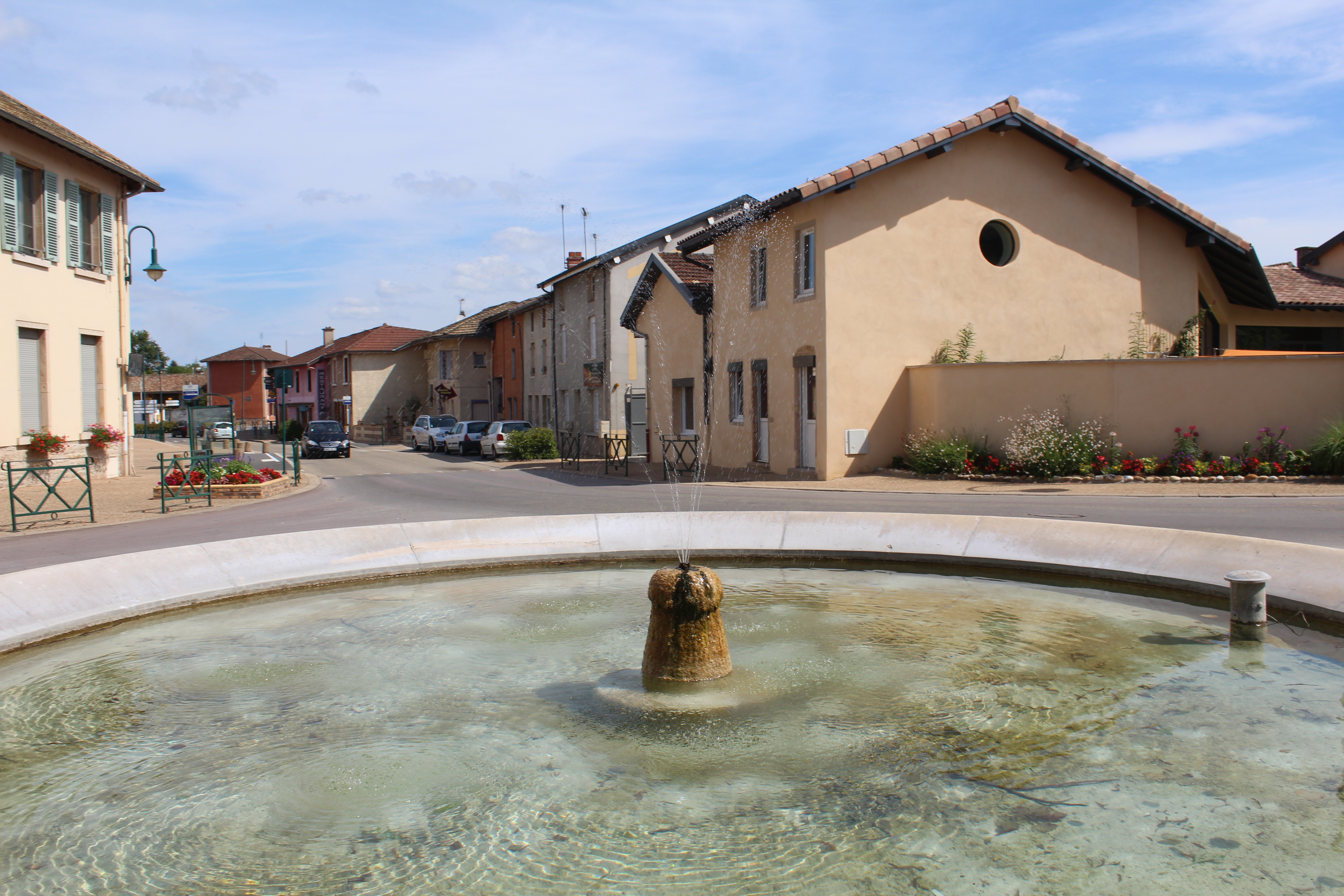
Springbrunnen
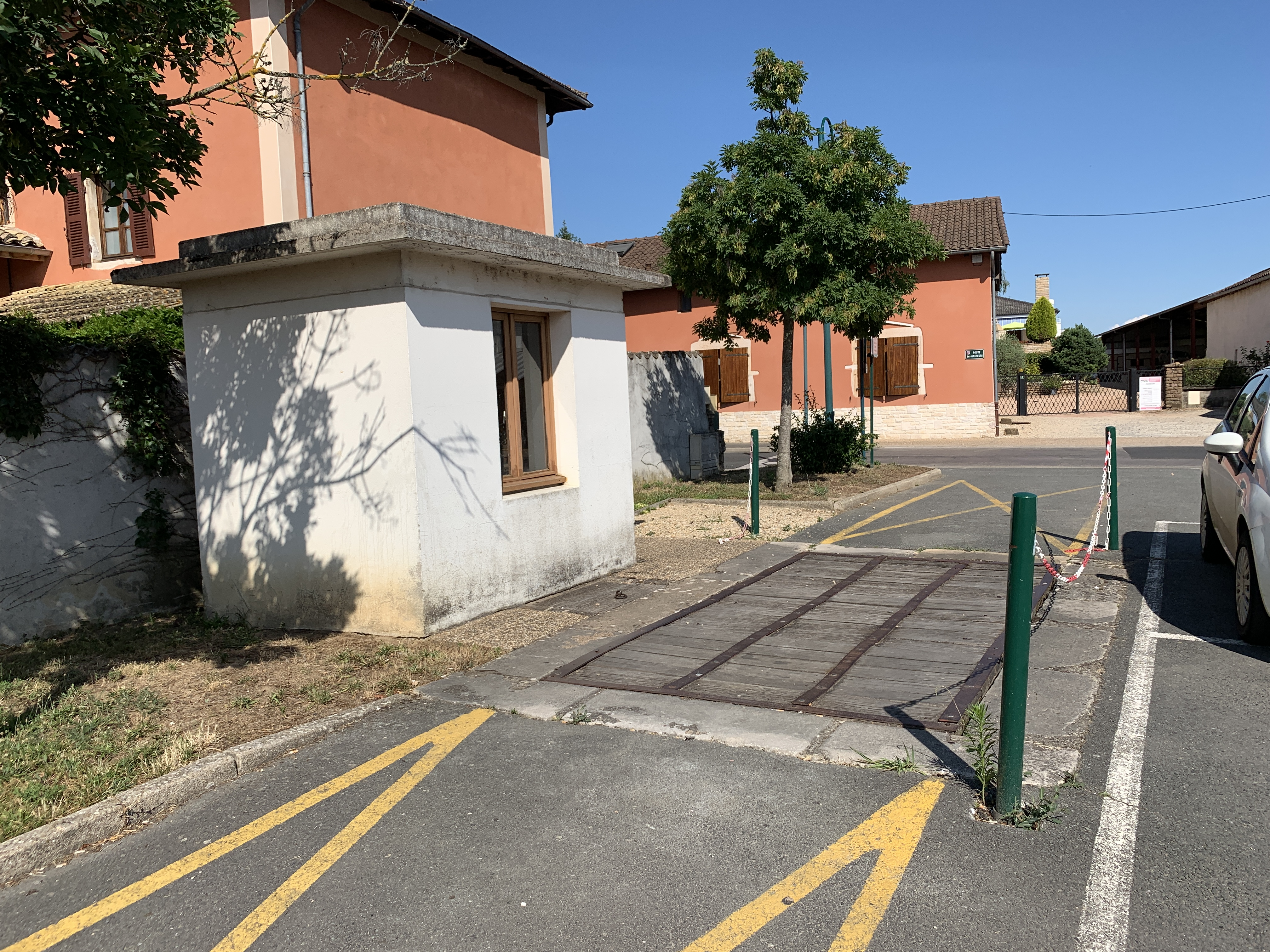
Ehemalige öffentliche Waage
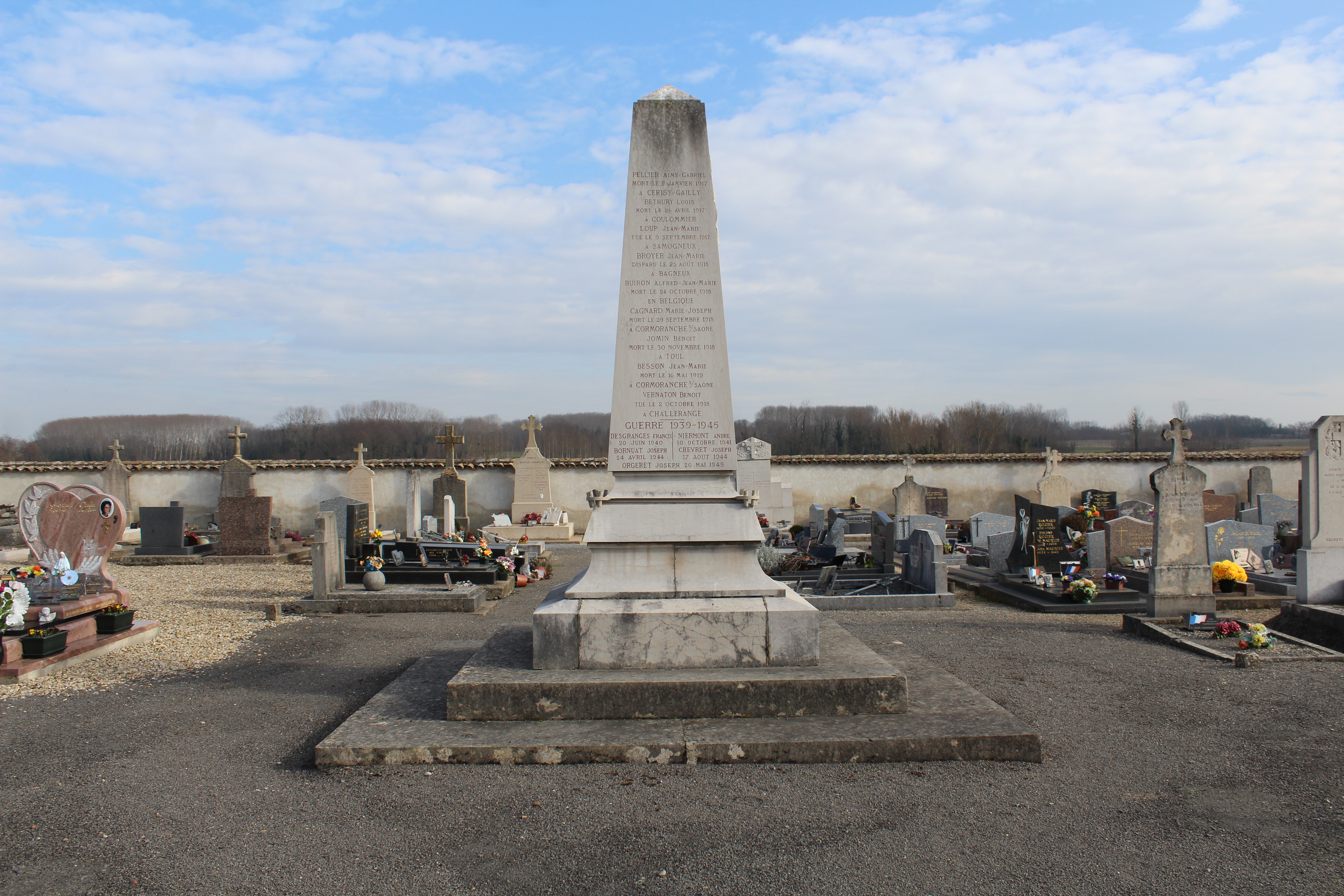
Gefallenendenkmal

## Gemeindepartnerschaft
Über den Gemeindeverband besteht eine Partnerschaft mit der deutschen Gemeinde Straubenhardt in Baden-Württemberg.